# Lancy
Lancy (toponimo francese) è un comune svizzero di 33 989 abitanti del Canton Ginevra; ha lo status di città.
È la terza città più popolosa del cantone, dopo Ginevra e Vernier.

## Geografia fisica
Il comune si stende tra i due fiumi Rodano e Aire ed è situato su due spianate separate dalla vallata dell'Aire, che scorre da sud-ovest a nord-est.
In base ai dati dell'Ufficio federale di statistica, Lancy ha una superficie di 4,82 km², di cui l'88,0% corrisponde ad aree abitate o coperte da infrastrutture, il 5,2% a superfici agricole, il 6,4% a superfici boschive e lo 0,4% è fatto di superficie improduttiva.

## Storia
Le più antiche vestigia di Lancy, ritrovate a La Praille, risalgono al Neolitico. Il nome Lancy compare per la prima volta in un testo del 1097; dal XI al XVI secolo il territorio di Lancy diventa una sorta di mosaico di piccoli feudi suddivisi tra il clero e la nobiltà.

## Monumenti e luoghi d'interesse

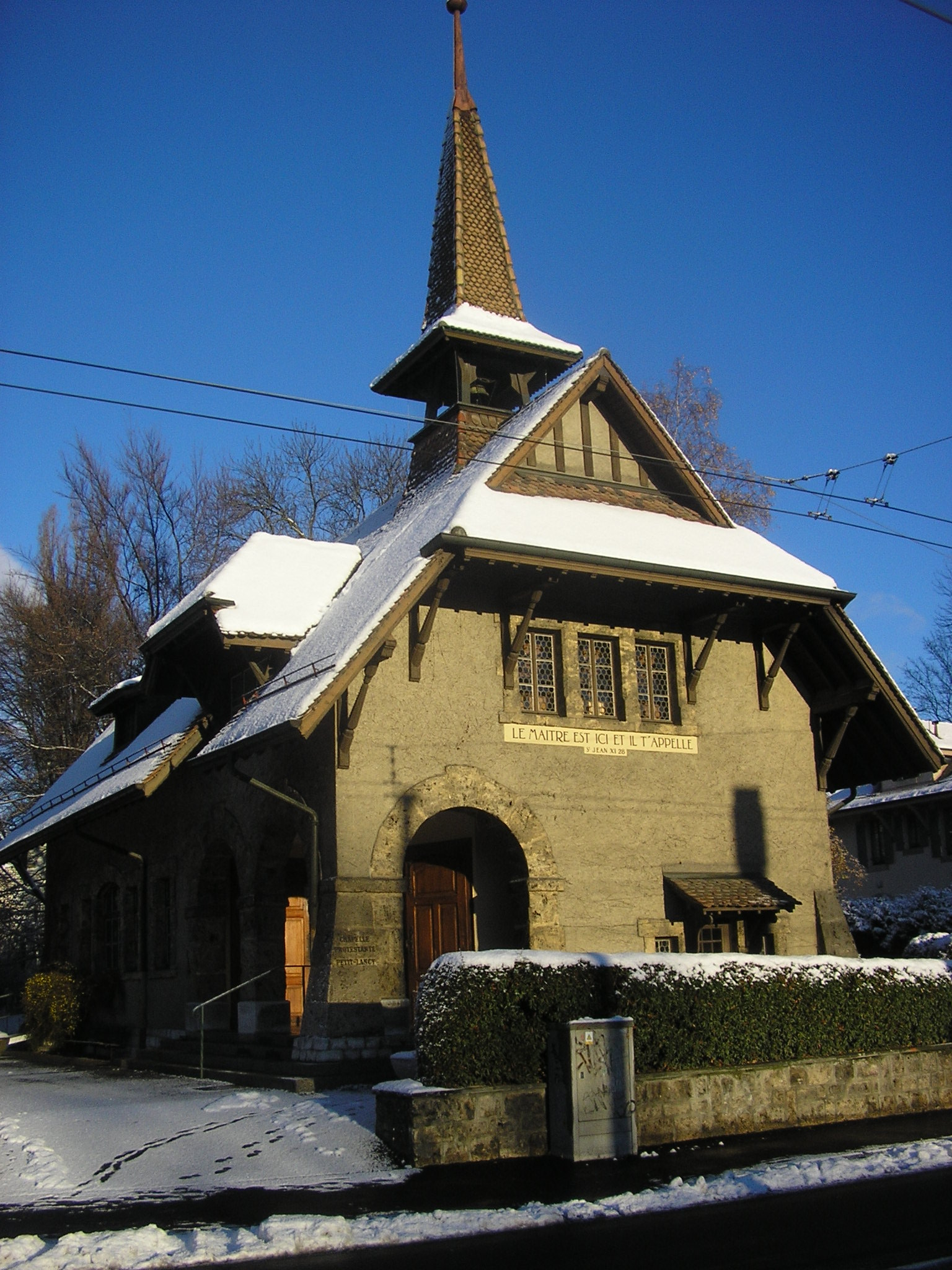
La cappella riformata a Petit-Lancy

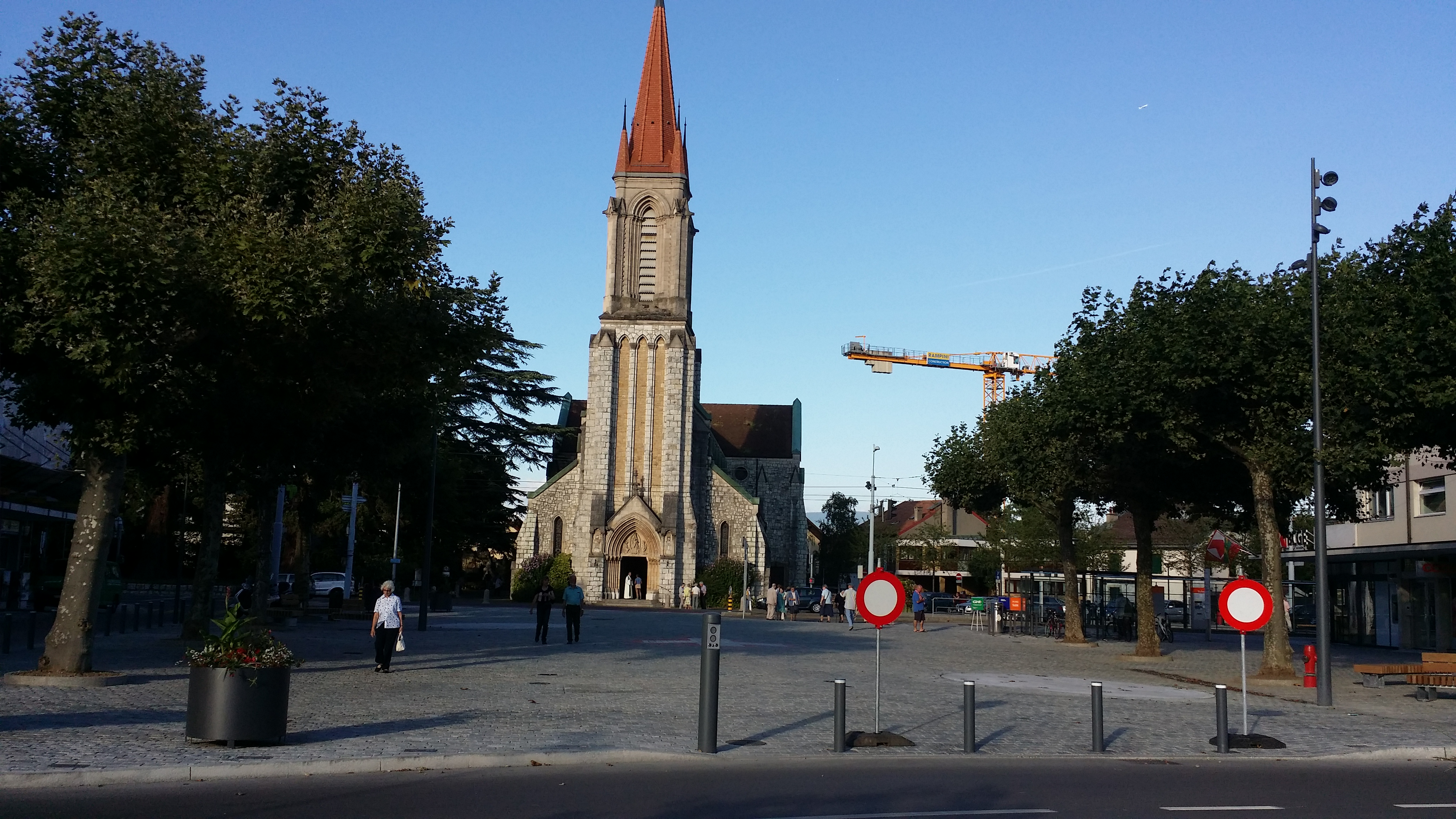
La chiesa cattolica di Nostra Signora delle Grazie

- Chiesa cattolico-cristiana della Santissima Trinità in località Grand-Lancy, eretta nel 1699-1707 e ricostruita nel 1731-1732[3];
- Cappella riformata in località Petit-Lancy, eretta nel 1912[3];
- Chiesa cattolica di Nostra Signora delle Grazie, eretta nel 1912-1913[3].

## Società

### Evoluzione demografica
Nel 1412 la parrocchia di Lancy comprendeva 40 fuochi; il comune ha conosciuto uno sviluppo demografico molto intenso a partire dagli anni 1960, quando aveva circa 5 000 abitanti. L'evoluzione demografica è riportata nella seguente tabella:
Abitanti censiti

## Geografia antropica

### Frazioni e quartieri
Le frazioni e i quartieri di Lancy sono:
- Grand-Lancy
- La Tour
- La Vendée
- Le Pont Rouge
- Pesay[7]
- Petit-Lancy
- Saint-Georges[8]

## Economia
- A Grand-Lancy si trova il centro tecnico e amministrativo dei Transports Publics Genevois, l'azienda dei trasporti pubblici di Ginevra.
- La multinazionale statunitense Procter & Gamble ha la sua sede europea a Petit-Lancy.

## Sport
Dal 2003 lo stadio di calcio di Ginevra è stato spostato a La Praille, a fianco del centro commerciale "La Praille" inaugurato nel 2002. Anche Petit-Lancy possiede uno stadio di calcio, il Florimont, dove gioca la locale squadra del FC Lancy-Sport.

## Amministrazione
Ogni famiglia originaria del luogo fa parte del comune patriziale che ha la responsabilità della manutenzione di ogni bene comune.